# Copa da Escócia de 1964–65
A Copa da Escócia de 1964-65 foi a 80º edição do torneio mais antigo do futebol da Escócia. O campeão foi o Celtic F.C., que conquistou seu 18º título na história da competição ao vencer a final contra o Dunfermline Athletic F.C., pelo placar de 3 a 2.

## Premiação
| Copa da Escócia de 1964-65       |
| Escócia                          |
| -------------------------------- |
| Celtic F.C. Campeão (18º título) |